# Родыгинцы
 Родыгинцы  — деревня в Кирово-Чепецком районе Кировской области в составе Просницкого сельского поселения.

## География
Расположена на расстоянии примерно 1 км к югу от восточной окраины станции Просница.

## История
Известна с 1671 года как займище Поздейка Родигина на речке Ситнице с 3 дворами, в 1764 28 жителей. В 1873 году здесь (деревня Поздейки Родигина) дворов 10 и жителей 104, в 1905 18 и 125, в 1926 (Родигинская) 21 и 129, в 1950 (уже Родыгинцы)24 и 132, в 1989 6 жителей. 

## Население
Постоянное население составляло 12 человек (русские 100%) в 2002 году, 7 в 2010.